# Vuelo coordinado

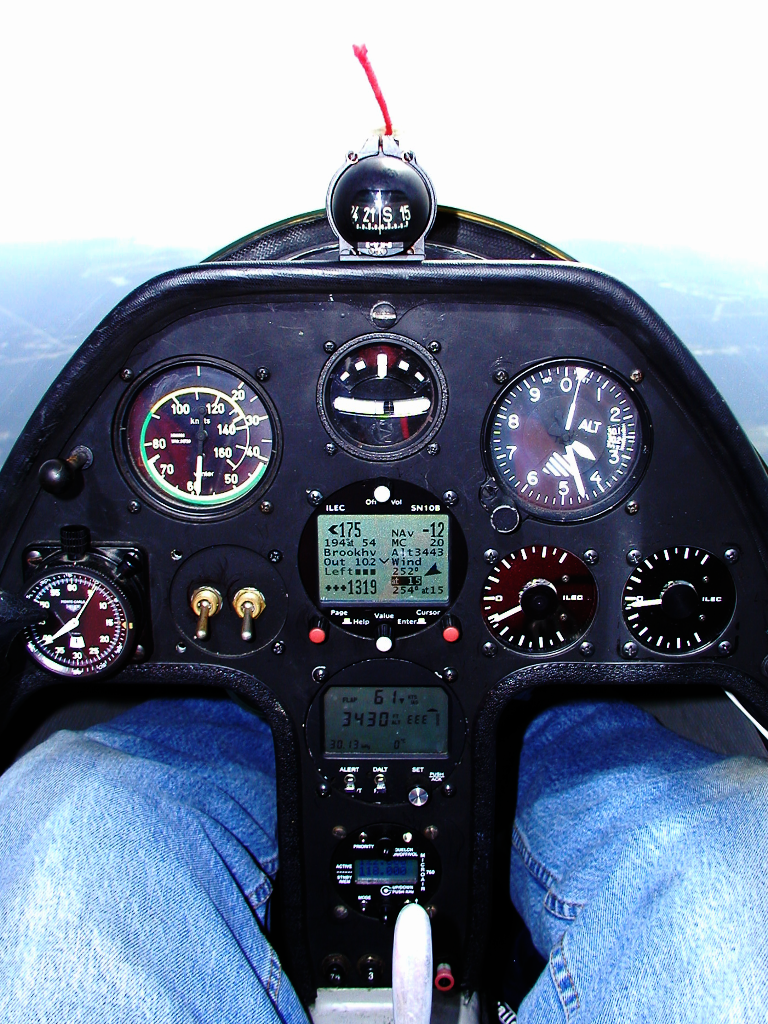
Vista del piloto de un Schempp-Hirth Janus-C planeador. La cuerda de guiñada (lana roja) en la cabina y el indicador de giro y alabeo (parte superior central del panel de instrumentos) indican que el planeador no está en vuelo coordinado. El planeador se está desviando ligeramente hacia la izquierda. El «vuelo coordinado» se puede restablecer si el piloto ejerce presión sobre el pedal del timón derecho.

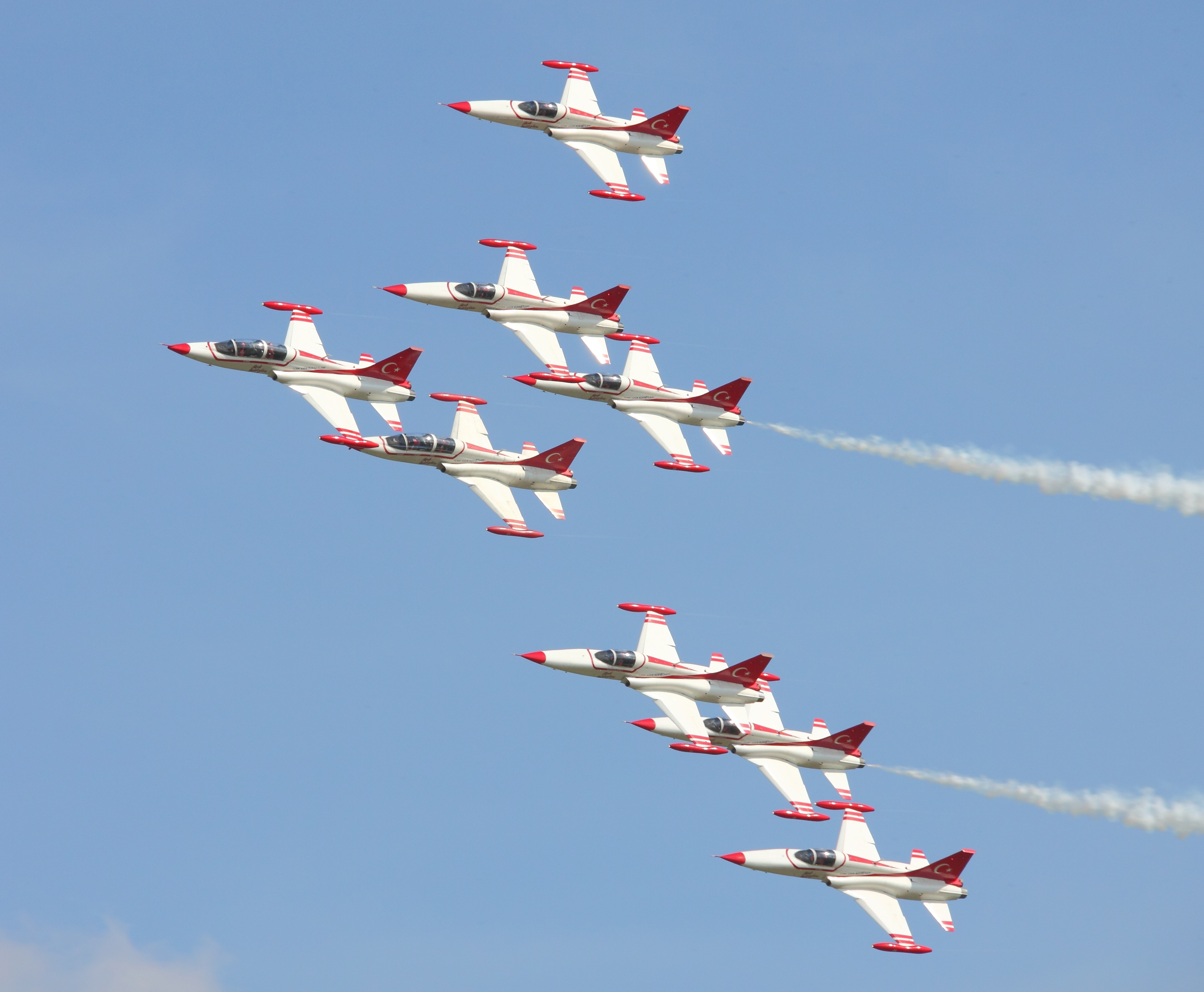
Los Türk Yıldızları realizando un giro coordinado. En las acrobacias aéreas en equipo, este concepto es especialmente importante, ya que un deslizamiento lateral puede provocar una colisión en vuelo.

En aviación, el vuelo coordinado de una aeronave es aquel en el que no se produce deslizamiento lateral.
Cuando una aeronave vuela sin deslizamiento lateral, un indicador de giro y alabeo instalado en el panel de instrumentos de la aeronave suele mostrar la bola en el centro del nivel de burbuja. Los ocupantes no perciben ninguna aceleración lateral de la aeronave y sienten que su peso actúa directamente hacia abajo sobre sus asientos.
El piloto debe prestar especial atención para mantener un vuelo coordinado al entrar y salir de los giros.

## Ventajas
El vuelo coordinado suele preferirse al vuelo no coordinado por las siguientes razones:
- es más cómodo para los ocupantes
- minimiza la fuerza de resistencia sobre la aeronave
- hace que el combustible se extraiga por igual de los depósitos de ambas alas
- minimiza el riesgo de entrar en barrena de pérdida

## Instrumentación
Los aviones y helicópteros suelen estar equipados con un indicador de giro y alabeo que proporciona a los pilotos una visualización continua del equilibrio lateral de la aeronave, lo que les permite garantizar un vuelo coordinado.
Los pilotos de planeadores fijan un cordón de color en el exterior de la cabina para detectar el ángulo de deslizamiento lateral y ayudar a mantener un vuelo coordinado.

## Ejes de rotación
Un avión tiene tres ejes de rotación:
1. Pitch (cabeceo): movimiento ascendente o descendente del morro del avión. Normalmente se controla mediante el elevador situado en la parte trasera del avión.
2. Yaw (guiñada): movimiento lateral del morro del avión. Normalmente se controla mediante el timón situado en la parte trasera del avión.
3. Balanceo (inclinación): movimiento en el que un ala del avión se mueve hacia arriba y la otra hacia abajo. Normalmente se controla mediante los alerones situados en las alas del avión.

El vuelo coordinado requiere que el piloto utilice simultáneamente los controles de cabeceo, balanceo y guiñada. Véase también dinámica de vuelo.

## Coordinación del giro
Si el piloto utilizara únicamente el timón para iniciar un giro en el aire, el avión tendería a «derrapar» hacia el exterior del giro. 
Si el piloto utilizara solo los alerones para iniciar un giro en el aire, el avión tendería a «deslizarse» hacia el ala inferior.
Si el piloto no utilizara el elevador para aumentar el ángulo de ataque durante todo el giro, el avión también tendería a «deslizarse» hacia el ala inferior.
Sin embargo, si el piloto utiliza adecuadamente el timón, los alerones y el elevador para entrar y salir del giro de manera que el deslizamiento lateral y la aceleración lateral sean nulos, el avión estará en vuelo coordinado. 